# 富永村 (石川県)
富永村（とみながむら）は、石川県羽咋郡に存在した村。
村の名称は、中世に存在した「富永保」「富永荘」に因む。

## 地理
現在の羽咋市の中部。現在の羽咋市の中心市街地の東隣に位置し、全体的に平地で、水田が主の村だった。
- 河川 - 羽咋川、子浦川、吉崎川

## 歴史
- 中世 - 「太田富永荘」「富永保」が当地に存在した。
- 江戸期 - 「邑智院」に属する。
- 1889年（明治22年）4月1日 - 町村制の施行により、羽咋郡東太田村、西太田村、石野町村、三ツ屋村、深江村及び吉崎村を廃し、その区域をもって羽咋郡富永村を設置する。
- 1911年（明治44年）- 字東太田及び字西太田の区域を字太田に設定する。
- 1954年（昭和29年）11月3日 - 羽咋郡羽咋町、千里浜村、粟ノ保村、富永村、一ノ宮村、越路野村及び上甘田村を廃し、その区域及び下甘田村字上中山の区域をもって羽咋郡羽咋町を設置する。富永村の5大字は羽咋町の大字に継承。[1]

## 教育
- 富永村立富永小学校[2]